# Gerald Wilson (Segler)
Gerald Dunseith „Jerry“ Wilson (* 7. August 1906 in Vancouver; † 10. Juni 1945 in Medicine Hat) war ein kanadischer Segler.

## Erfolge
Gerald Wilson, der für den Royal Vancouver Yacht Club segelte, gewann 1932 in Los Angeles bei den Olympischen Spielen in der 6-Meter-Klasse die Bronzemedaille. Er war Crewmitglied des von Skipper Philip Rogers angeführten Bootes Caprice, das die ersten vier Wettfahrten auf dem dritten und letzten Platz beendete und damit hinter den einzigen anderen beiden Booten Dritter wurde. Die US-Amerikaner schlossen alle Wettfahrten auf Rang zwei ab, die Schweden wurden jeweils Erste. Mangels Erfolgsaussichten nahmen die Kanadier an den letzten beiden der insgesamt sechs Wettfahrten nicht mehr teil. Neben Wilson gehörten Kenneth Glass und Gardner Boultbee zur Crew der Caprice.